# Guldminen ved 'Den røde Flod'
Guldminen ved 'Den røde Flod' er en amerikansk stumfilm fra 1918 af Henry King.

## Medvirkende
- William Russell som J. Warren Hobbs
- Henry A. Barrows
- Winifred Westover som Helen Renshaw
- Richard Morris som Rufus Renshaw
- Hayward Mack som Lord Willoughby / Louis Willoughby